# Charles Chincholle
Pour les articles homonymes, voir Chincholle.
Charles Henri Hippolyte Chincholle, né le 16 juillet 1843 à Amiens et mort le 26 août 1902 à Paris, est un journaliste et écrivain français. 
Il est considéré comme le premier grand reporter français,.

## Biographie
Fils de Barthélémy Hyppolite Chincholle et de Pélagie Victoire Aimée Quequet, Charles Chincholle a été déclaré par son père sous les prénoms d'Henri Charles Hippolyte,. Il entame des études de médecine qu'il abandonne assez vite.
Dernier secrétaire d’Alexandre Dumas de 1865 à 1870, Chincholle écrit dans les journaux fondés par ce dernier comme Le Mousquetaire ou Le D'Artagnan, ainsi que le Parlement, la Liberté, Paris-Journal, avant d’entrer, en 1872, chez Villemessant au Figaro dont il devient l'un des principaux reporters, suivant toutes les manifestations publiques d'importance et signant certains de ses articles sous le pseudonyme d’Henri Hamoise ou Georges Rip. Il suit ainsi la campagne boulangiste et se laisse séduire un temps par la personnalité du général Boulanger, dont il devient le mémorialiste officieux. Or, lorsque ce dernier fut installé à Jersey en juillet 1890, Chincholle voulut le voir et ne fut pas reçu. Dès lors, il brula ce qu’il avait adoré, et l’on put lire, sous sa signature, cette phrase : « Je sors du boulangisme comme on sort d'un mauvais amour. »
Fondateur de plusieurs journaux comme Le Lucifer, qui n’a connu, que quelques numéros et en avril 1881, de L’Estampe, journal artistique,, étant grand amateur de gravures, il était aussi président du Cercle de l’escrime. On lui doit de nombreuses interviews de célébrités comme Paul Verlaine ou Auguste Rodin. Outre ses innombrables articles de reportage et d’actualité et malgré sa vie active et sa collaboration presque quotidienne au Figaro, Chincholle a écrit une douzaine de romans, dont la Juive du Château-Trompette publié sous le nom de Ponson du Terrail, en feuilleton dans le Petit Bordelais, en 1871, huit pièces de théâtre, cinq ou six volumes d’histoire contemporaine ou de biographie, et quantité de nouvelles, de fantaisies et variétés. En 1870, il fit jouer aux Folies-Dramatiques un petit acte très gai, l’Oncle Margottin, qui a connu plus de trois cents représentations. Il loua ensuite le théâtre des Nouveautés pour y donner un drame de lui, le Mari de Jeanne, drame noir qui se terminait par le meurtre de l’épouse et de l’amant. Un beau jour, les passants s’arrêtèrent, ahuris, devant son affiche sur laquelle on lisait « Entrée libre pour les femmes adultères. » L’histoire ne dit pas si celles-ci se présentèrent nombreuses au contrôle.
Entré dans la Société des gens de lettres en 1885, il a fait pendant onze ans partie du Comité, et y a successivement rempli les fonctions de secrétaire, de questeur et de vice-président. Il avait également succédé à Aurélien Scholl comme président du Cercle de l’Escrime et des Arts. En 1901, il est nommé chevalier de la Légion d’honneur. Il succombe à une attaque d’apoplexie l’année suivante. Il est inhumé au cimetière de Cergy:175.

## Œuvres
- La Plume au vent, 1865.
- Alexandre Dumas aujourd'hui, 1867.
- Pensées de tout le monde, 1868.

Publicité pour Le procès de la marquise.

- L'oncle Margottin (vaudeville en un acte), 1870.
- Dans l'Ombre (préface d'Alexandre Dumas), 1871.
- Le Mari de Jeanne (drame en 3 actes), 1872.
- Le frère Irlide, 1880.
- Le lendemain de l'amour (avec Alexandre Dumas), 1880.
- Le Catalogue de l'amour, 1881.
- La Ceinture de Clotilde, 1884.
- Les Survivants de la Commune, 1885.
- Le vieux Général, 1886.
- Femmes et Rois, 1886.
- Les jours d’absinthe, 1887.
- La Grande prêtresse, 1887.
- Entrevue photographique avec le général Boulanger (avec Paul Nadar), 1889.
- Paula : roman parisien, 1889.
- Les Mémoires de Paris (préface d'Émile Zola), 1889.
- Le Joueur d'orgue, 1890.
- Les Phrases courtes, 1891.
- Héros du jour (avec Paul Féval), 1892.
- Le Traitre (pièce en un monologue), 1892.
- Les Tableaux symboliques. Pierrotin (pantomime en 4 scènes), 1895.
- Le procès de la marquise, 1900.
- Général Dulac (posthume), 1907.